# William Buckley
William Francis Buckley (ur. 30 maja 1928 w Medford, zm. 3 czerwca 1985 w Libanie) – oficer Amerykańskich Sił Zbrojnych (podpułkownik), pracownik wywiadu, szef placówki Centralnej Agencji Wywiadowczej w Bejrucie, jeden z najlepszych ekspertów tej agencji w dziedzinie zwalczania terroryzmu. Porwany w Bejrucie przez Islamski Dżihad 16 marca 1984, przesłuchiwany i poddawany torturom przez ponad rok, został zamordowany w czerwcu 1985 przez porywaczy, którzy jego śmierć określili jako zemstę za atak izraelski na obiekty OWP w Bejrucie.

## Służba wojskowa
William Buckley zaciągnął się do Sił Lądowych Stanów Zjednoczonych dwukrotnie – w czerwcu 1945 tuż przed zakończeniem II wojny światowej i czerwcu 1951. Awansowany do stopnia podporucznika walczył w wojnie koreańskiej, podczas której został dwukrotnie ranny. Za udział w walkach został odznaczony Srebrną Gwiazdą. 

### Służba w wywiadzie
Karierę w Centralnej Agencji Wywiadowczej (CIA) rozpoczął w 1954, służąc jeszcze w US Army. Po pomyślnym przejściu testów psychofizycznych, stosowanych wówczas przy rekrutacji tajnych agentów w Langley, skierowany do ośrodka szkoleniowego specjalnej techniki walki w Forcie Bragg w Karolinie Północnej. Następnie ukończył kurs podsłuchu telefonicznego w centrali NSA w Forcie Meade w stanie Maryland, po czym przydzielony został do pracy w Langley w charakterze analityka danych wywiadowczych, pochodzących z tunelu berlińskiego (operacja Gold). Rozczarowany pracą biurową, poprosił o skierowanie do działań operacyjnych. Przeniesiony na Florydę, szkolił oddziały uchodźców kubańskich przed nieudaną inwazją w Zatoce Świń w 1961. Z Florydy wrócił do Fortu Bragg.

### Wojna wietnamskai praca na placówkach
Jako jeden z nielicznych agentów CIA przeszedł szkolenie Zielonych Beretów, po czym został wysłany do Wietnamu, gdzie wspólnie z oficerami wywiadu południowowietnamskiego planował akcje przeciwko siłom Vietcongu w rejonie Płaskowyżu Centralnego i działaniom wywiadów Wietnamu Północnego oraz Związku Radzieckiego w Laosie. Współpracował również z Zespołem Studiów i Obserwacji (Studies and Observations Grup – SOG) koordynującym misje głębokiego rozpoznania z terytorium nieprzyjaciela. W 1973 wrócił do centrali CIA w Langley. W latach następnych pracował w placówkach CIA w Bonn i Syrii pod przykrywką dyplomatyczną. Odwołany z placówki po ujawnieniu przez rząd syryjski prawdziwego charakteru jego zadań, służył krótko w Egipcie i Pakistanie. Później przez pewien czas brał udział w planowaniu operacji odbicia zakładników amerykańskich w Iranie w 1980. Po nieudanej akcji uwolnienia zakładników, szkolił antyterrorystyczne zespoły armii amerykańskiej i pracował przy organizacji centrum antyterrorystycznego CIA. Po pewnym czasie William Casey, ówczesny Dyrektor Centrali Wywiadu, szef Centralnej Agencji Wywiadowczej, a zarazem zwierzchnik wszystkich państwowych służb wywiadowczych Stanów Zjednoczonych, który słyszał o emerytowanym już Buckleyu, ściągnął go z powrotem do Langley i po pewnym czasie ponownie wysłał w teren. Buckley został skierowany przez Caseya do Egiptu, gdzie zajął się szkoleniem miejscowych sił bezpieczeństwa i ochrony osobistej ówczesnego prezydenta Egiptu – Anwara As-Sadata. 6 października 1981 Sadat zginął w zamachu (wcześniej Buckley krytykował ochronę prezydenta). W grudniu 1981 Buckley powrócił do Langley. Następnie ponownie został oddelegowany na Bliski Wschód wskutek zaniepokojenia Caseya nieodpowiednim stanem wyszkoleniem tamtejszych agentów CIA.

### Placówka w Bejrucie
Buckley pozostał w Libanie do chwili ewakuacji sił OWP z Bejrutu w sierpniu 1982. Następnie również na prośbę DCI zajął się opracowaniem zasad polityki antyterrorystycznej administracji Ronalda Reagana. W marcu 1983 po zamachu bombowym na ambasadę USA w Bejrucie został mianowany przez Caseya szefem tamtejszej placówki CIA. Pierwszym zadaniem nowego jej szefa była próba wprowadzenia agentów CIA do struktur grup terrorystycznych, jednakże operacja zakończyła się całkowitym fiaskiem.

## Tajemnicze uprowadzenie, tortury i śmierć
16 marca 1984 William Buckley został uprowadzony niecały kilometr od swojej rezydencji. Szef CIA domagał się natychmiastowego odnalezienia Buckleya. Do Bejrutu przybyli w tym celu agenci wywiadu armii amerykańskiej (Army Intelligence) i Federalnego Biura Śledczego – FBI. Do wykonania szczegółowych zdjęć potencjalnych kryjówek terrorystów użyto satelitów, nie dało to jednak żadnych rezultatów.
Wywiad amerykański przypuszcza, że Buckleya wywieziono do Doliny Bekaa, a stamtąd do Syrii. Po potwornych torturach (został żywcem odarty ze skóry) i przesłuchaniach, trwających ponad rok, Buckley został zamordowany w czerwcu 1985. Film z zarejestrowanymi torturami został przekazany mediom przez oprawców. W grudniu 1991 odnaleziono szczątki Buckleya, porzucone w plastikowej torbie w pobliżu lotniska w Bejrucie.
William Francis Buckley został pochowany z pełnymi honorami wojskowymi na Cmentarzu Narodowym w Arlington. W swojej długiej karierze wojskowej i wywiadowczej został odznaczony m.in. Srebrną i Brązową Gwiazdą, Purpurowym Sercem (dwukrotnie), Medalem za Chwalebną Służbę oraz Krzyżem za Wybitną Służbę Wywiadowczą (Distinguished Intelligence Cross).

## Odznaczenia
- Silver Star
- Bronze Star z okuciem „V”
- Purple Heart (dwukrotnie)
- Meritorious Service Medal
- Soldier’s Medal
- Distinguished Intelligence Cross
- Intelligence Star
- Exceptional Service Medallion
- Combat Infantry Badge
- Parachutist Badge
- Gallantry Cross z brązową gwiazdą (Wietnam Południowy)